# Гончаренко Олексій Олексійович
Олексі́й Олексі́йович Гончаре́нко (16 вересня 1980, Одеса, Українська РСР, СРСР) — український політичний та громадський діяч, депутат Верховної Ради України VIII й IX скл., член фракції Європейська Солідарність, член української делегації у ПАРЄ, президент Комітету ПАРЄ з міграції, біженців та переміщених осіб. У серпні — листопаді 2014 — голова Одеської обласної ради, депутат Одеської міської ради V й VI скл. (2006—2014), заступник голови Одеської міськради. У 2005—2014 роках — член Партії регіонів, прибічник надання російській мові статусу державної в Україні.
Засновник мережі освітньо-культурних центрів «Гончаренко центр». Ведучий шоу «Гончаренко рулить» на «5 каналі». Син колишнього мера Одеси Олексія Костусєва. Один із постійних спікерів Форуму Вільних держав Постросії.

## Життєпис

### Перші роки
Народився 16 вересня 1980 року в Одесі у родині Марини Федорівни Гончаренко, яка працювала в Одеському порту, потім вчителем у школі № 62 і Приморському ліцеї, та Олексія Костусєва. У трирічному віці батьки розлучилися. Олексій вчився у декількох школах — спочатку у загальноосвітній школі № 62, потім № 35, а завершив шкільне навчання у гімназії № 2. У 1996 році, ставши дипломантом олімпіади з біології, Гончаренко за співбесідою вступив до Одеського державного медичного університету на державну форму навчання за спеціальністю «педіатрія», який закінчив з відзнакою у 2002 році. У 1999 році 19-річний хлопець пішов працювати на Одеську станцію швидкої медичної допомоги, де працював до 2001 року.

### Початок політичної діяльності
У 2001 році Гончаренко став керівником молодіжної організації Одеського обласного відділення Партії зелених України. У 21-річному віці балотувався в Одеську міську раду в окрузі у «Селищі Таїрова», однак не пройшов. Після невтішних результатів виборів Олексій почав працювати помічником депутата. У той же час у 2005 році здобув другу освіту в Академії народного господарства при Уряді РФ, що діяла в Москві, за спеціальністю «фінанси та кредит». У 2005 році Олексій став головою Одеської міської організації партії «Союз». Того ж року політик очолив громадську організацію «Якість життя». Наприкінці 2005 року Одеська обласна та міська організації Партії «Союз» влилися до Партії Регіонів. У складі «Партії Регіонів» молодий політик був обраний до Одеської міської ради у 2006 році. За його словами, у «Партії регіонів» перебував тому, що в установчих документах партії було положення про «курс на євроінтеграцію»

### Депутатство у міській та обласній радах
Перше рішення, якого Гончаренкові вдалося домогтися, стало рішення про зміну до регламенту Одеської міської ради, за яким мовою роботи ради, його виконавчих органів та для офіційних заяв, поряд з українською мовою, стала російська мова. Згодом Гончаренко разом з іншими депутатами підтримував розвиток російської мови в Одесі.
У 2006 році Гончаренко став учасником «Програми Фонду Джона Сміта», у рамках якої проходив півтора місяця стажування в Сполученому королівстві Великої Британії та Північної Ірландії — в Парламенті Королівства, місцевому самоврядуванні міста Лутон та Національній асамблеї Уельсу. У 2007 році Олексій був обраний головою «комісії з вдосконалення структури управління містом», яка проіснувала до грудня 2008 року. Під час роботи в міській раді Гончаренко неодноразово брав участь у міжнародних конференціях з питань муніципального менеджменту, планування розвитку міста, освіти тощо. Зокрема, це відбувалося в таких містах, як Берлін (2007 рік), Братислава (2006 рік), Будапешт (2007 рік), Лондон (2009 рік), Тбілісі (2008 рік), Рига (2009 рік), Прага (2008 рік), Приштина (2009 рік).
Під час місцевих виборів восени 2010 року Гончаренко балотувався в Одеську обласну раду у складі «Партії регіонів», будучи у списку № 2. У той же час балотувався за мажоритарним округом № 10 (Суворовський та Приморський райони Одеси), набравши 58000 голосів, що у п'ять разів більше, ніж у найближчого конкурента. У листопаді 2010 року політик був обраний на посаду заступника голови Одеської обласної ради і йому було присвоєно 4 ранг посадової особи місцевого самоврядування.
У 2011 році у інтерв'ю Сергію Лещенку повторив наратив російської пропаганди:
|  | В Одесі 90 % людей російськомовні, але тільки 30 % учнів загальноосвітніх шкіл навчаються російською мовою. Потрібно ввести просту практику — дати можливість батькам самим визначати, якою мовою вони хочуть, щоб вчилася дитина. |

У 2019 році Гончаренко заявив, що не вважає російську мову «власністю Путіна» і виступає проти «захисту російськомовних» зі сторони РФ. Казав, що бачить переваги у двомовності та вважає українську культуру двомовною:
|  | Українська культура двомовна і це нас збагачує. Я не вважаю, що через 20 років в Україні не має бути російської мови. |

У 2012 році в ефірі телепрограми «Велика політика з Євгенієм Кисельовим» критикував президента РФ Володимира Путіна, який повернувся на посаду після 4 років перебування в кріслі прем'єр-міністра. Він порівняв Путіна з Борисом Годуновим і заявив, що його президентство буде шкодити українсько-російським відносинам. За це був розкритикований одеськими проросійськими каналами та політиками.
|  | Ми бачимо певний тиск (зі сторони Росії) і цей тиск наростає. І нас дуже непокоїть, як би з поверненням Володимира Путіна саме в крісло президента цей тиск не перетворився в пресинг. |

У 2010 на виборах мера Одеси в останній момент відмовився від висування на підтримку рідного батька. За це в обласній раді було призначено заступником голови.
Під час своєї роботи в одеській облраді висловлювався на користь надання російській мові статусу другої державної та на користь розширення її присутності у шкільній освіті у 2011 році.
За своїми словами, розпочав процес виходу з «Партії регіонів», коли президент Віктор Янукович відмовився підписувати Угоду про асоціацію з Європейським союзом та виступав проти «диктаторських законів» 16 січня. Однак вийшов із «Партії регіонів» лише 19 лютого 2014 року, під час останньої спроби розігнати Євромайдан, До подій Євромайдану був членом «Партії Регіонів», де виступав проти «бандерівців», Помаранчевої революції та за захист російської мови та культури в Одесі. 19 лютого 2014 року після ескалації протистояння, вийшов із «Партії регіонів» і залишив посаду першого заступника голови Одеської обласної ради. У своїй заяві про звільнення заявив: «У країні починається громадянська війна. Як і в будь-якому конфлікті, винні обидві сторони, але провина влади більша». У той самий час масово з «Партії регіонів» почали виходити і інші регіонали по всій країні. Через 3 дні після цього Янукович втече з України, а ще через день Євромайдан закінчиться.
14 серпня 2014 року Олексія Гончаренка обрали головою Одеської обласної ради. За новообраного голову проголосувало 74 депутати, тоді як за його найближчого конкурента, колишнього заступника голови обласної державної адміністрації Дмитра Волошенкова проголосувало всього 23. Ще п'ять депутатів проголосували проти обох кандидатів. Згідно із заявою Гончаренка, він відмовився від усіх премій та надбавок до зарплати, а також пообіцяв, що усю зарплатню буде перераховувати українському війську в районі Антитерористичної операції.

### Парламентська діяльність
У листопаді 2014 року обраний народним депутатом VII скликання по багатомандатному загальнодержавному округу від партії президента «Блок Петра Порошенка». У 2018 році був одним з ініціаторів номінування Олега Сенцова на Нобелівську премію парламентом України. У серпні 2019 року на позачергових парламентських виборах обраний народним депутатом IX скликання від 137 округу. Член депутатської фракції «Європейська солідарність».
З жовтня 2019 року, основний ініціатор і голова міжфракційного об'єднання «Кубань», завданням якого є розробка політики щодо повернення у культурне й соціальне поле українських етнічних територій та етнічних українців.
У липні 2020 року став ініціатором і головою міжфракційного об'єднання «За демократичну Білорусь». Метою є просування інтересів білорусі та білоруського народу, проведення вільних виборів та звільнення країни від диктатури Лукашенка.
У червні 2022 року створив міжфракційне об'єднання «За вільний Кавказ».
Гончаренко підтримує незалежність Косова. Він вніс до парламенту постанову про визнання Україною незалежності Косова.

### ПАРЄ
У березні 2014 року, беручи участь у роботі сесії Конгресу місцевих і регіональних влад Ради Європи, разом з делегацією з Грузії, вніс пропозицію виключити Росію з ПАРЄ.
З 2015 року ― член постійної делегації Верховної Ради України в ПАРЄ, різкий критик порушення прав людини Російською Федерацією.
З червня 2019 року виступає проти безумовного повернення російської делегації до роботи в ПАРЄ. Став одним з ініціаторів оскарження повноважень російської делегації та призначення віцепрезидентом ПАРЄ Петра Толстого. Вважає, що без ефективного санкційного механізму Рада Європи перетвориться у «клуб за інтересами».
24 січня 2022 року був призначений віцепрезидентом Комітету ПАРЄ з міграції, біженців та переміщених осіб.
Під час весняної сесії в ПАРЄ у 2022 році він активно виступав за створення міжнародного трибуналу, який би розслідував воєнні злочини Росії в Україні. У результаті ПАРЄ закликала до термінового створення такого трибуналу незабаром після цього.
У січні 2024 року, народного депутата України Олексія Гончаренка призначено президентом Комітету ПАРЄ з питань міграції, біженців та переміщених осіб. В січні 2025 року його знову переобрали на цей пост. 
Олексій Гончаренко активно працює над захистом прав українських біженців у Європі. Очолюваний ним Комітет ПАРЄ з питань міграції в червні 2024 року підготував спеціальну доповідь «Терміновий заклик до Європи та її партнерів: негайні та довгострокові політичні рішення на підтримку переміщених осіб України». В ньому пропонується низка кроків, які покращать становище українських біженців у Європі.

### Війна в Україні
Під час весняної сесії ПАРЄ у квітні 2022 року він виступав за проведення в Україні спеціального міжнародного трибуналу щодо воєнних злочинів Росії. У результаті Парламентська асамблея прийняла резолюцію із закликом до створення такого трибуналу.
В травні 2022 року під час візиту до Лондону він порушив питання створення міжнародного трибуналу в розмові з міністром закордонних справ Ліз Трасс. Глава МЗС Великої Британії запевнила, що вже обговорила таку можливість з генпрокурором країни[ангажоване джерело].
Під час саміту НАТО в Мадриді влітку 2022 року Гончаренко порушував питання безпеки в Україні та Європі з провідними європейськими політиками[ангажоване джерело].
У липні 2022 року Гончаренко відвідав Вашингтон, де провів низку зустрічей із сенаторами, конгресменами, представниками Пентагону та Держдепу. Центральним у програмі поїздки Гончаренка було питання безпеки та забезпечення України зброєю. Гончаренко виступив під час засідання Гельсінської комісії та порушив тему геноциду Росії на території України.[ангажоване джерело].
Російський фінансовий моніторинг у травні 2023 року вніс Гончаренка у список екстремістів та терористів.
Суд у Москві заочно «засудив» Гончаренка до 10 років позбавлення волі. Російський суд вважає, що депутат поширював «фейки» за мотивами політичної ненависті (пункт «д» ч. 2 ст. 207.3 КК РФ), виправдовував тероризм (ч. 2 ст. 205.2 КК РФ) та розпалював ненависть із загрозою насильства (пункт «а» ч. 2 ст. 282 КК РФ).
У 2024 році Олексій Гончаренко став ініціатором та головою Чорноморського безпекового форуму (англ. Black Sea Security Forum) в Одесі.

### Затримання в Росії
Олексій Гончаренко був незаконно затриманий поліцією 1 березня 2015 року в Москві під час жалобної ходи в пам'ять про убитого російського опозиціонера Бориса Нємцова. Надалі він був переданий Слідчому комітету РФ для проведення «процесуальних дій» у зв'язку із подіями в Одесі 2 травня 2014 року, що є порушенням російською владою дипломатичного імунітету делегата ПАРЄ та вимог міжнародного права. Увечері того ж дня відпущений на поруки посольства України. 2 березня 2015 року МВС Росії запевнило, що не має претензій до затриманого українського депутата.

### Ідеологія
Прихильник інтеграції України до ЄС та НАТО. Вважає, що Україна має жорстко реагувати на дії і заяви антидемократичних режимів таких країн, як Китай та Іран. Виступає за створення безпекового об'єднання «Балто-Чорноморський союз» та активну зовнішню культурну політику України. Вважає, що Україні необхідно підтримувати максимально тісні взаємини зі США і добиватися статусу «головного союзника поза НАТО».
Підтримує європейську модель ринку землі в Україні та обмеження зняття мораторію на продаж землі.

### Громадська діяльність (Гончаренко центри)
З 2021 року відкрито понад 35 «Гончаренко центрів», метою яких є культурний та освітній розвиток всіх категорій громадян від дітей до пенсіонерів.
Спонсорами «Гончаренко центрів» є ТОВ «Таксі Бонд», СВК «Дружба народів» та ФГ «Укрлендфармінг» Олега Бахматюка.

## Критика
8 лютого 2017 року Олексій Гончаренко розписав фарбою фрагмент Берлінського муру, розташований на території посольства Німеччини в Україні на знак протесту проти заяви посла Німеччини в Україні Ернста Райхеля про те, що відсутність російських військ не є обов'язковою умовою проведення виборів на Донбасі. Посольство Федеративної Республіки Німеччина назвало дії Гончаренка «пошкодженням і нівеченням» та «порушенням Віденської конвенції про дипломатичні відносини». Натомість німецька преса засудила висловлювання німецького посла і відзначила «жорстку реакцію українців і політиків», посилаючись на вчинок Олексія Гончаренка.
За зверненням нардепа Ігоря Мосійчука, Генеральною прокуратурою України 1 червня 2016 року було відкрито кримінальне провадження проти Олексія Гончаренка за статтею 110 кримінального кодексу України — «посягання на територіальну цілісність і недоторканність України», а також за статтею 161 — «порушення рівноправності громадян залежно від їх расової належності і їх ставлення до релігії».
За заявою Мосійчука, Гончаренко просував ідею «російського світу» в Одесі та зустрічався з кураторами з ФСБ та вів підривну антиукраїнську діяльність в цілому. Гончаренко категорично відкинув звинувачення і назвав їх «нісенітницею».
Окрім того, Олексій Гончаренко неоднозначно виступає на публіку, ведучи стріми в соціальних мережах безпосередньо під час засідань парламенту, а також потрапляє в різного роду скандали.

## Родина та особисте життя
- Батько — Костусєв Олексій Олексійович — політик, колишній міський голова Одеси (2010—2013), доктор економічних наук, член «Партії регіонів».

- Мати — Гончаренко Марина Федорівна  — вчителька, у 1982—1983 роках працювала в Одеському морському порту, згодом у музеї Одеського морського порту імені Ф. де Воллана, а також у школі № 62 та Приморському ліцеї. У трирічному віці Олексія його батьки розлучилися. За твердженням Олексія Гончаренка, він припинив активне спілкування зі своїм батьком у 2009 році[69][70].

- Одружений. З дружиною Ольгою познайомився ще в медичному університеті. Разом з дружиною виховує двох синів: Олексія (народився в 2006. Навчається в одному з одеських університетів[71]) та Кирила[9]. Дружина приватний підприємець.
- Тесть — Ярослав Глова, колишній працівник Газпрому.

Гончаренко активно займається різноманітними видами спорту та часто бере участь у спортивних заходах. Володіє англійською та французькою мовами.
- Дід Олексія Гончаренка — Федір Гордійович Гончаренко — полковник Червоної армії, родом з Черкаської області. Дід дружини Ольги воював в УПА, загинув[72][ангажоване джерело].